# Mademoiselle Josette, ma femme (film, 1926)
Pour les articles homonymes, voir Mademoiselle Josette, ma femme (homonymie).
Mademoiselle Josette, ma femme (titre allemand : Fräulein Josette - Meine Frau) est un film muet franco-allemand réalisé par Gaston Ravel, sorti en 1926.
Le scénario de ce film est une adaptation de la pièce éponyme de Paul Gavault et de Robert Charvay.

## Fiche technique
- Titre français : Mademoiselle Josette, ma femme
- Titre allemand : Fräulein Josette - Meine Frau
- Réalisation : Gaston Ravel
- Assistant réalisateur	: Tony Lekain
- Scénario : Hans Jacoby d'après la pièce de Paul Gavault et de Robert Charvay
- Direction artistique : Tony Lekain et Hermann Warm
- Photographie : Otto Kanturek
- Société de production :  Alga Films et Films de France
- Société de distribution : Pathé Consortium Cinéma (France) et Filmhaus Bruckmann (Allemagne)
- Pays de production :  France,  Allemagne
- Langue : film muet avec les intertitres  en français, allemand et anglais
- Format : Noir et blanc — 35 mm — 1,33:1 — Muet
- Métrage : 2 462 mètres (8 bobines)
- Genre : comédie
- Durée : 82 minutes et 5 secondes
- Dates de sortie :
  - Allemagne :  9 septembre 1926 (Berlin)
  - France : 26 novembre 1926 (première) | 4 février 1927 (sortie nationale)
  - Royaume-Uni : 12 août 1927 (Londres) | 4 juin 1928 (sortie nationale)

## Distribution
- Dolly Davis : Josette
- Livio Pavanelli : André Ternay
- Agnès Esterhazy : Myrianne
- André Roanne : 	Joë Jackson
- Sylvio de Pedrelli : Miguel de Paranagua
- Adolphe Engers : Panard
- Guy Ferrant
- Hugo Flink
- Clementine Plessner
- Eduard von Winterstein
- Maria West

## Note critique
- « M. Gaston Ravel a traité ce sujet avec beaucoup de goût, de simplicité et de gaîté de bon aloi… » (René Jeanne, Le Petit Journal, 26 novembre 1926)